# كأس الاتحاد الإنجليزي 1965–66
كأس الاتحاد الإنجليزي 1965–66 (بالإنجليزية: 1965–66 FA Cup)‏ هو الموسم 85 من  كأس الاتحاد الإنجليزي. الذي يشرف على تنظيمه الاتحاد الإنجليزي لكرة القدم، وفاز فيه نادي إيفرتون.